# Csobaj
Csobaj je vas na Madžarskem, ki upravno spada pod podregijo Tokaji Županije Borsod-Abaúj-Zemplén.